# I falsi galantuomini
I falsi galantuomini è un'opera in due atti di Francesco Gnecco, su libretto di Michelangelo Pruncetti. La prima rappresentazione ebbe luogo al Teatro alla Scala di Milano nell'autunno del 1809.

## Trama

### Atto I
In una piccola cittadina della Borgogna, il cassiere Danvelt sta per essere giustiziato, e sia l'avvocato Malafede sia il prepotente governatore locale si rifiutano di difenderlo, rimanendo sordi alle disperate preghiere di Vespina, cameriera di Saffira, moglie di Danvelt. Nel frattempo inizia a girare la notizia che il Duca di Borgogna arriverà in visita alla cittadina, voci messe a tacere dal governatore ma che si diffondono e giungono fino allo speziale Macrobio e il caffettiere Petronio. In effetti, la nuova si rivela ben presto essere veritiera, giacché il Duca giunge nella cittadina, ma in incognito per osservare da vicino i cittadini più umili e le loro necessità. Così il Duca viene ben presto messo al corrente da Petronio dell'affare del cassiere Danvelt; intanto Macrobio, dopo aver avuto una discussione con la figlia Prudenzia e con Saffira sull'innocenza del marito, consegna un'ampolla di medicinale a Vespina destinata a Danvelt; ma giunge repentina la nuova che l'ampolla conteneva veleno, e che il cassiere è rimasto avvelenato. Portato davanti al governatore, Macrobio asserisce che si sia trattato di un equivoco, e dunque viene scagionato; la donna decide dunque di ricorrere al proprio protettore, il misterioso forestiere (ovvero il Duca in incognito) che aveva pagato la ricetta. Macrobio informa prontamente il governatore e l'avvocato della presenza di costui nella cittadina, e il governatore, sospettando si tratti di una spia, ne ordina l'immediato arresto. Prima che giunga l'ordine, però, si scopre che Danvelt è sopravvissuto e viene rinvenuta una lettera che svela che il segretario del governatore, amante non corrisposto di Saffira, ha finto con il cassiere di avere una forte necessità di denaro per indurlo a svuotare la cassa, permettendo così d'incriminarlo. Arriva subito dubito Prudenzia, che cerca di trarre in salvo l'incognito, di cui è infatuata, ma troppo tardi: arrivano Macrobio, l'avvocato e il governatore che trascinano l'ignoto in carcere.

### Atto II
Il popolo è in festa per l'arrivo del Duca, mentre questi, ancora sotto falsa guisa, viene scarcerato dopo essere stato interrogato. Si incontra dunque con Saffira e le promette che il Duca giungerà in tempo per salvare il suo sposo. Intanto c'è un siparietto comico fra Macrobio, Prudenzia e Petronio: infatti il primo vuole dare in sposa la figlia al caffettiere, ma va incontro non solo alla recalcitranza della fanciulla, ma anche all'atteggiamento sardonico di Petronio, che reputa il matrimonio un gran mistero. Poco dopo, nel campo del Duca, è giunto il momento per il misterioso forestiere di svelare la propria identità al popolo, causando un sussulto di speranza a Saffira e Vespina e facendo gelare il sangue nelle vene a Macrobio, che poco prima l'aveva definito ciarlatano. Ben presto vengono informati dell'arcano anche il governatore e l'avvocato, che si affrettano a far giustiziare il cassiere. Il Duca però, facendo credere ai due che Denvalt sia già defunto, decide di mettere in piedi una sceneggiata per far cadere la sua giustizia sul governatore, l'avvocato, il baldanzoso Macrobio e Prudenzia. Decide di dare in moglie al governatore la presunta vedova, con tanto di cerimonia nuziale: durante il rito, ordina a Prudenzia di andare in un ritiro ad attendere uno sposo che la soddisfi, e fa chiudere la farmacia di Macrobio. Dopodiché, fa arrestare e mettere in prigione il Malafede, e infine, quando le nozze sono compiute, rigira il foglio matrimoniale contro il governatore, facendo Saffira erede di tutti i suoi beni e informandolo che Denvalt vive mentre lui sarà punito con la morte per i suoi intrighi. Infine, tutti inneggiano alla giustizia del Duca.

## Struttura musicale
- Sinfonia

### Atto I
- N. 1 - Introduzione Il processo del cassiere (Malafede, Coro, Vespina, Governatore)
- N. 2 - Duetto Buon amico, ben levato (Petronio, Macrobio)
- N. 3 - Cavatina Voi reggete, oh sommi Dei (Duca)
- N. 4 - Cavatina Chi soccorre un'alma oppressa (Saffira)
- N. 5 - Terzetto A me pazza? A me un tal nome? (Prudenzia, Saffira, Macrobio)
- N. 6 - Aria Nel mille settecento (Macrobio)
- N. 7 - Quintetto Quale orrore! / Ciel, che sento! (Duca, Petronio, Macrobio, Prudenzia, Saffira)
- N. 8 - Aria Ah, che mi sento l'anima (Seffira, Coro)
- N. 9 - Finale I Numi, che caso orribile (Duca, Petronio, Vespina, Saffira, Coro, Prudenzia, Governatore, Malafede, Macrobio)

### Atto II
- N. 10 - Introduzione Il Duca a momenti (Coro)
- N. 11 - Duetto Frenarmi degg'io (Saffira, Duca)
- N. 12 - Aria Tutti lodan la mia mano (Prudenzia)
- N. 13 - Duetto Or sentite chiaramente (Prudenzia, Macrobio)
- N. 14 - Aria Colui che si fa sposo (Petronio)
- N. 15 - Sestetto Deh, ristora amica speme (Saffira, Vespina, Petronio, Macrobio, Prudenzia, Duca)
- N. 16 - Aria Come fate?... Nol credete?... (Vespina)
- N. 17 - Coro e Aria Vieni, signor, del misero - Tergi omai quel mesto ciglio (Duca, Coro)
- N. 18 - Finale II Quella volpe, che sempre d'intorno (Petronio, Macrobio, Coro, Duca, Saffira, Prudenzia, Vespina, Malafede, Governatore)